# Nidda (Judentum)
Nidda (auch Nidah; Hebräisch: נִדָּה) ist eine hebräische Bezeichnung, die, wörtlich übersetzt, Abgrenzung bedeutet. Damit ist die Abgrenzung von rituell Unreinem und Reinem gemeint. Sprachlich hängt es mit dem Begriff Nidduj („Bann, Verstoßen, Ausstoßen“) zusammen.
Jedoch wird die Bezeichnung „nidda“ in der orthodoxen Ausrichtung des Judentums hauptsächlich auf die Regelungen und Rituale während der Menstruation bezogen. Eine Frau, die menstruiert, gilt für orthodoxe Rabbiner als nidda, bis sie die nötigen Rituale durchgeführt hat, die sie wieder als rituell rein gelten lassen. Nidda ist auch der Name eines Traktates im Talmud, der sich speziell mit diesem Thema beschäftigt (siehe: Nidda (Mischnatraktat)).
Weiters wird so auch die Hauptkategorie des Jüdischen Gesetzes genannt, die sich mit sexuellen Angelegenheiten beschäftigt (Familienreinheit; hebräisch Taharat ha-Mischpacha).

## Biblische Grundlagen
Die biblischen Regeln aus Leviticus präzisieren das Verhalten. Nachdem ein vorgeschriebenes Minimum von fünf Tagen der Menstruation vorbei ist und die Frau sich nach allen vorgeschriebenen Regeln vergewissert hat, dass kein Tropfen Blut mehr vorhanden ist (הֶפְסֵק טָהֳרָה Hefsek Tahara), darf sie anfangen, die obligatorischen sieben rituell reinen Tage (שבעה נְקִיִּים Schiwa Neki’im) zu zählen. Sollte ihre Menstruation länger dauern, muss sie deren Ende abwarten und darf dann erst die rituell reinen Tage zählen. Während der rituell unreinen Tage gilt alles, auf dem sie saß oder lag, als „rituell unrein“, so auch jeder, der mit diesen Dingen, oder der Frau, während ihrer Periode in Berührung kam. 
Bei einer Blutung, die durch das Einreißen des Hymens beim ersten Geschlechtsverkehr resultiert, verkürzt sich die Zeit bis zum Beginn der sieben reinen Tage von fünf auf vier Tage. 
Am achten Tag folgt am Abend ein rituelles Bad in einer Mikwe. Ein Mann, der mit einer Frau während ihrer Menstruation Geschlechtsverkehr hat, wird ebenfalls für sieben Tage als rituell unrein angesehen, während es bei normalem Kontakt bei einem Tag bleibt.
Leviticus enthält weiterhin ein Verbot für Männer, mit einer Frau während ihrer Menstruation Geschlechtsverkehr zu haben. Wird diese Regel übertreten, dann sollten der Mann und die Frau von der jüdischen Gemeinde ausgestoßen werden (חרם Cherem – Bann).
Die Einhaltung dieser Regel führt neben den rituellen Vorschriften einerseits dazu, dass normalerweise nach den dreizehn Tagen der Eisprung zu erwarten ist. Andererseits bestimmt die Vorschrift die Einhaltung sexueller Enthaltsamkeit für den halben Monat, wodurch eine „Routine“ hinsichtlich des Geschlechtsverkehrs vermieden wird.
Nach einer Geburt gilt die Frau ebenfalls als nidda (3. Buch Mose 12,1–8). Nach der Geburt eines Jungen braucht die Frau 40 Tage: sieben Tage der rituellen Unreinheit und weitere 33 Tage, um die rituellen Reinheit wiederzuerlangen. Nachdem ein Mädchen geboren wurde, sind 80 Tage nötig: 14 Tage der rituellen Unreinheit und weitere 66 Tage, um wieder kultisch rein zu sein, um dann das rituelle Bad in einer Mikwe zu vollziehen.

## Klassische und mittelalterliche Rabbinische Literatur
Obwohl es verschiedene biblische Regulationen für die normale Menstruation (Nidda) und die abnorme (Zava) gibt, verschmolzen diese beide während der Antike, und der Talmud berichtet, dass menstruierende Frauen immer den Anforderungen für beide Zustände nachkamen. Der Grund dafür ist nicht bekannt, aber er wurde oft Gegenstand von Debatten zwischen mittelalterlichen jüdischen Kommentatoren. Aufgrund der Verschmelzung wurde es Praxis, dass die Frau sieben Tage nach der Menstruation abwartete und danach in einer Mikwe rituell badete, um sich zu reinigen, egal ob diese normal oder abnorm war.
Anfang der Menstruation
Nach der orthodoxen Auslegung der Texte wurde eine Frau nidda, sobald sie darauf aufmerksam wurde, dass Blut aus ihrem Unterleib austrat, egal ob es aufgrund von Menstruation, Kindsgeburt, sexuell übertragbaren Krankheiten oder anderen Gründen dazu gekommen war. Falls die Menstruation schon eingesetzt hatte, bevor die Frau das Blut bemerkte, galt sie erst ab dem Zeitpunkt als „rituell unrein“, an dem sie dies wahrnahm. In der Orthodoxie galt man ebenfalls als „rituell unrein“, wenn man sie berührt oder mit ihr sexuellen Kontakt hatte.
Falls die Gläubige einen Blutfleck entdeckte, sich aber nicht sicher war, ob das Blut aus ihrem Unterleib stammte, gab es eine Folge komplizierter Kriterien, die vom Rabbinatsgericht der orthodoxen Richtung aufgestellt wurden, um den Sachverhalt zu beurteilen, ob die Frau nun als rituell unrein galt oder nicht. Orthodoxe Rabbiner erwarteten von der Gläubigen nicht, diese Kriterien selbst zu kennen, sie sollte aber Rat bei einem orthodoxen Rabbiner suchen, da er sich in dieser Materie auskannte. Normalerweise fand so ein Gespräch mit der Rebbetzin, der Ehefrau des Rabbiners, statt.

## Liberales Judentum
Das Reformjudentum und andere liberale Konfessionen lehnen viele der mit der Menstruation verbundenen Rituale und Verbote, insbesondere die Verwendung einer Mikwe, weitgehend ab.